# 1967-es angol labdarúgókupa-döntő
Az 1967-es FA Kupa döntőt (The Cockney Cup Final) 1967. május 20-án rendezték a Wembley Stadionban. Ez volt az első olyan döntő, amit két londoni csapat, a Tottenham Hotspur és a Chelsea játszott. Innen kapta a mérkőzés a nevét is: The Cockney Cup Final (a Cockney szó londoni embereket jelent). A mérkőzést és egyben a kupát is (immár ötödszörre) a Tottenham nyerte, miután 2–1-re győzött Jimmy Robertson és Frank Saul góljaival a Chelsea ellen. A Chelsea gólját Bobby Tambling szerezte. A játékvezető Ken Dagnall volt.

## A mérkőzés
| 1967. május 20. | Tottenham Hotspur      | 2 – 1 | Chelsea      | Wembley Stadion, London Nézőszám: 100,000 Játékvezető: K. Dagnall |
| 1967. május 20. | Robertson 40' Saul 67' | (1–0) | Tambling 85' | Wembley Stadion, London Nézőszám: 100,000 Játékvezető: K. Dagnall |

| TOTTENHAM HOTSPUR: |    |                   |
|                    |    |                   |
| GK                 | 1  | Pat Jennings      |
| DF                 | 2  | Joe Kinnear       |
| DF                 | 3  | Cyril Knowles     |
| MF                 | 4  | Alan Mullery      |
| DF                 | 5  | Mike England      |
| DF                 | 6  | Dave Mackay (csk) |
| MF                 | 7  | Jimmy Robertson   |
| FW                 | 8  | Jimmy Greaves     |
| FW                 | 9  | Alan Gilzean      |
| MF                 | 10 | Terry Venables    |
| MF                 | 11 | Frank Saul        |
| Cserék:            |    |                   |
| MF                 | 12 | Cliff Jones       |
| Edző:              |    |                   |
| Bill Nicholson     |    |                   |

| CHELSEA:       |    |                  |
|                |    |                  |
| GK             | 1  | Peter Bonetti    |
| DF             | 2  | Allan Harris     |
| DF             | 3  | Eddie McCreadie  |
| MF             | 4  | John Hollins     |
| DF             | 5  | Marvin Hinton    |
| DF             | 6  | Ron Harris (csk) |
| MF             | 7  | Charlie Cooke    |
| FW             | 8  | Tommy Baldwin    |
| FW             | 9  | Tony Hateley     |
| MF             | 10 | Bobby Tambling   |
| MF             | 11 | John Boyle       |
| Cserék:        |    |                  |
| DF             | 12 | Joe Kirkup       |
| Edző:          |    |                  |
| Tommy Docherty |    |                  |